# Brian Epstein
Brian Samuel Epstein (Liverpool, 19 de setembro de 1934 — Londres, 27 de agosto de 1967) foi um empresário musical britânico que se tornou famoso ao empresariar os Beatles. Brian também empresariou outras bandas de rock menos famosas como Gerry & The Pacemakers, Billy J. Kramer and the Dakotas e a cantora Cilla Black. Começou a carreira como gerente do departamento de loja de discos. Morreu de overdose acidental de drogas em 1967.

## História

### Primeiros Anos
Brian nasceu em Liverpool, Inglaterra no dia 19 de setembro de 1934 vindo de uma família de origem judia. Seu avô, Isaac Epstein veio da Lituânia para a Inglaterra por volta de 1890. Isaac fundou a "I. Epstein and Sons" e expandiu os negócios da família abrindo uma loja de instrumentos musicais, discos de música entre outras coisas. A nova loja se chamou "NEMS" (North End Music Stores).
O pai de Brian, Harry e sua mãe, Malka (conhecida como Quennie) tiveram outro filho além de Brian, Clive. Durante a Segunda Guerra Mundial, os Epstein mudaram-se para Southport (perto de Liverpool) para fugir da Blitz. Eles voltaram a Liverpool em 1945. Até aos 16 anos, Brian estudou em vários internatos até que escreveu uma carta ao pai dizendo que queria ser designer de moda. Como o pai não aceitou, Brian foi trabalhar na loja da família.
Em dezembro de 1951, Brian serviu a Royal Army Service Corps (RASC) e foi colocado em serviço na Albany Street Barracks em Londres.
Em 1956, aos 21 anos, Brian se tornou gerente da NEMS pouco depois com a ambição de se tornar ator, o pai permite que Brian parta para Londres para os estudos da carreira. Brian estudou na Academia Real de Artes Dramáticas mas abandonou no terceiro termo retornando a Liverpool. De volta a cidade natal, Brian voltou a trabalhar no departamento de música da récém inaugurada NEMS em Great Charlotte Street.
Determinado em tornar a NEMS a melhor loja de venda de discos, Brian contratou o experiente vendedor Peter Brown, que na época trabalhava na se(c)ção de música na loja de departamento Lewis's. Em agosto de 1961, Brian começou a escrever regularmente artigos sobre música no Mersey Beat.

### Beatles
O primeiro encontro com os Beatles aconteceu em 1961, segundo Brian, um cliente chamado Raymond Jones foi até a NEMS pedir um compacto com a música "My Bonnie" gravada pelos Beatles e Tony Sheridan quando o grupo estava fazendo algumas apresentações em Hamburgo.  Como Brian não conhecia a banda e ficou sabendo que eles tocavam regularmente um pub não muito distante de sua loja resolveu vê-los. Foi assim que no dia 9 de novembro de 1961, Brian viu os Beatles tocando no Cavern Club pela primeira vez. Sua chegada ao Cavern Club foi anunciada nos alto falantes da casa, Brian foi tratado como VIP. Ele diria mais tarde "Fiquei impressionado de maneira imediata pela música deles, ritmo e sentido de humor sobre o palco. E inclusive quando os conheci mais tarde também fiquei impressionado pelo carisma pessoal dos rapazes. E foi neste mesmo instante que tudo começou…". No dia 10 de dezembro do mesmo ano, Brian propôs ser empresário dos Beatles.
A história do primeiro encontro de Brian com os Beatles é contestada por Bill Harry (editor da revista Mersey Beat). Segundo Bill, Brian teria visto um artigo sobre os Beatles no Mersey Beat vendido na sua loja, a NEMS.
A influência de Brian nos Beatles foi grande, ele propôs uma nova maneira de se vestir e se comportar no palco. Antes os Beatles se vestiam de jaquetas de couro e jeans. Com Brian passaram a usar ternos impecáveis. Antes os Beatles bebiam, fumavam, conversavam, xingavam durante o show, também paravam uma música no meio. Com Brian, os Beatles passaram a se comportar de maneira mais profissional. Durante o show, nada de beber, fumar ou parar uma música no meio nem usar palavrões. Paul McCartney foi o primeiro beatle a aceitar esta nova maneira de se comportar da banda.
Após o contato com os Beatles, Brian foi várias vezes a Londres tentar um contrato com alguma gravadora sendo recusado por várias incluindo a Columbia, Pye, Philips e Oriole. Mas a recusa mais famosa foi na Decca. Os Beatles chegaram a gravar um material para um disco na Decca mas a gravadora os dispensou.
No dia 8 de fevereiro de 1962, Brian levou a audição da Decca até a loja de discos HMV em Oxford Street com intenção de transformar a fita em um disco. Na HMV o técnico Jim Foy acabou gostando do material e sugeriu que Brian procurasse George Martin na Parlophone (uma subsidiária da EMI). Com a fita da Decca, os Beatles conseguiram o contrato com a Parlophone antes mesmo que Martin os tivesse visto pessoalmente.

## Negócios
Com o sucesso dos Beatles, Brian contratou outros artistas para empresariar entre eles Gerry & The Pacemakers, Cilla Black e Billy J. Kramer, The Farmoust e The Cyrkle. Em 1963, grupos descobertos pelo empresário eram responsáveis por cerca de 85 músicas das 100 mais da parada britânica.
O Financial Times estimou, em 1967, a fortuna do empresário em torno de 7 milhões de libras. Quando faleceu no segundo semestre daquele ano foi descoberto que sua fortuna havia sido superestimada devido a jogos e gastos generosos.

## Vida Pessoal

### Orientação Sexual
Brian Epstein era homossexual, o que se tornou público somente tempos depois de sua morte. A homossexualidade de Brian era conhecida entre os mais próximos, inclusive os Beatles. Devido a uma maior proximidade que ele tinha com John Lennon surgiram rumores que os dois tiveram um breve caso quando em viagem para Espanha em abril de 1963. John em entrevista a Playboy em 1980 negou o caso dizendo que "Isto nunca foi consumado mas nós tivemos um relacionamento muito próximo".

### Drogas
Pouco após começar a ser empresário dos Beatles, Brian começou a tomar anfetaminas o que era legal naquela época. Para ele era o único meio de manter-se acordado até altas horas durante as exaustivas turnês. Brian se envolveu mais tarde no uso de outras drogas como LSD.

## Morte
Pouco antes de sua morte, Brian passou um tempo na clínica Priory tentando se livrar do uso de anfetaminas e de sua insônia.
Sua última visita aos estúdios de gravação foi em 23 de agosto. No dia seguinte, ele partiu para sua casa no campo em Uckfield (Sussex) para passar um feriado. Chegando em Uckfield, Brian resolveu voltar a Londres.
No dia 27 de agosto de 1967 Brian Epstein foi encontrado morto em seu quarto, aos 32 anos. No laudo, constava "morte acidental" por overdose de Carbitral (Carbromal), um medicamento para a insônia. No dia do falecimento os Beatles estavam em Bangor meditando com o guru Maharishi Mahesh Yogi. Encontra-se sepultado no Cemitério Judaico Kirkdale, Kirkdale, Merseyside na Inglaterra.